# Lycoperdon
Lycoperdon (Pier Antonio Micheli, 1729) respectiv Christian Hendrik Persoon, 1794) din încrengătura Basidiomycota, în ordinul Agaricales și familia Agaricaceae este un gen de ciuperci saprofit și, atât timp cât este tânăr, mai mult sau mai puțin comestibil, conținând aproximativ 50 de specii, dintre ele 35 europene. El este denumit în țările române pufai,  tipul de specie fiind  Lycoperdon perlatum (para cerbului).

## Istoric

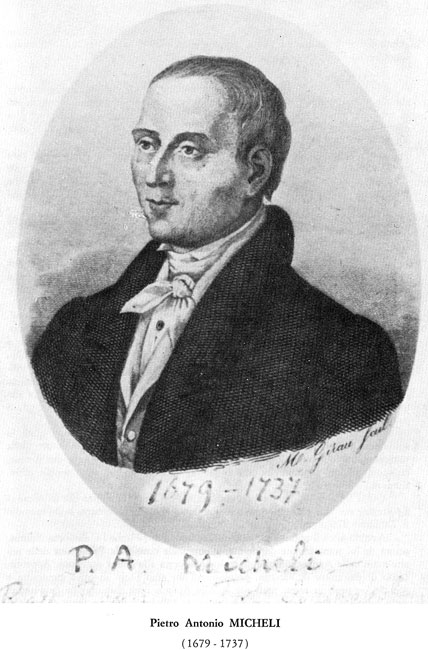
Pier Antonio Micheli

Atribuirea genului nu este clară. Astfel Index Fungorum (vezi sub „Note” IF 1 și 2) scrie odată, că numele binomial  se datorează micologului italian Pier Antonio Micheli (1679-1737), descris foarte exact în cartea sa Nova plantarum genera din 1729, altă dată, că a fi fost idea lui Christian Hendrik Persoon, de verificat în volumul 1 al Neue Annalen der Botanick din 1794 și precizat de el în volumul 1 al operei sale Synopsis methodica Fungorum din 1801. Ulterior au fost făcute mai multe încercări de redenumire (vezi în infocasetă) care însă nu au fost aplicate niciodată și sunt astfel neglijabile.

## Sistematică
Genul Lycoperdon a  aparținut în trecut clasei Gasteromycetes în ordinul Lycoperdales astăzi termeni învechiți. În prezent (2018) genul  este alăturat clasei Agaricomycetes în ordinul Agaricales.
Micologul german Hanns Kreisel (1931-2017) a încercat o redenumire parțială a unor specii acestui gen (de exemplu pentru Lycoperdon excipuliforme sau Lycoperdon utriforme), publicată în jurnalul Nova Hedwigia din 1989. care, acceptată de numai foarte putini micologi, nu s-a impus (redenumirea pentru genul complet refuzată de toți).

## Descriere

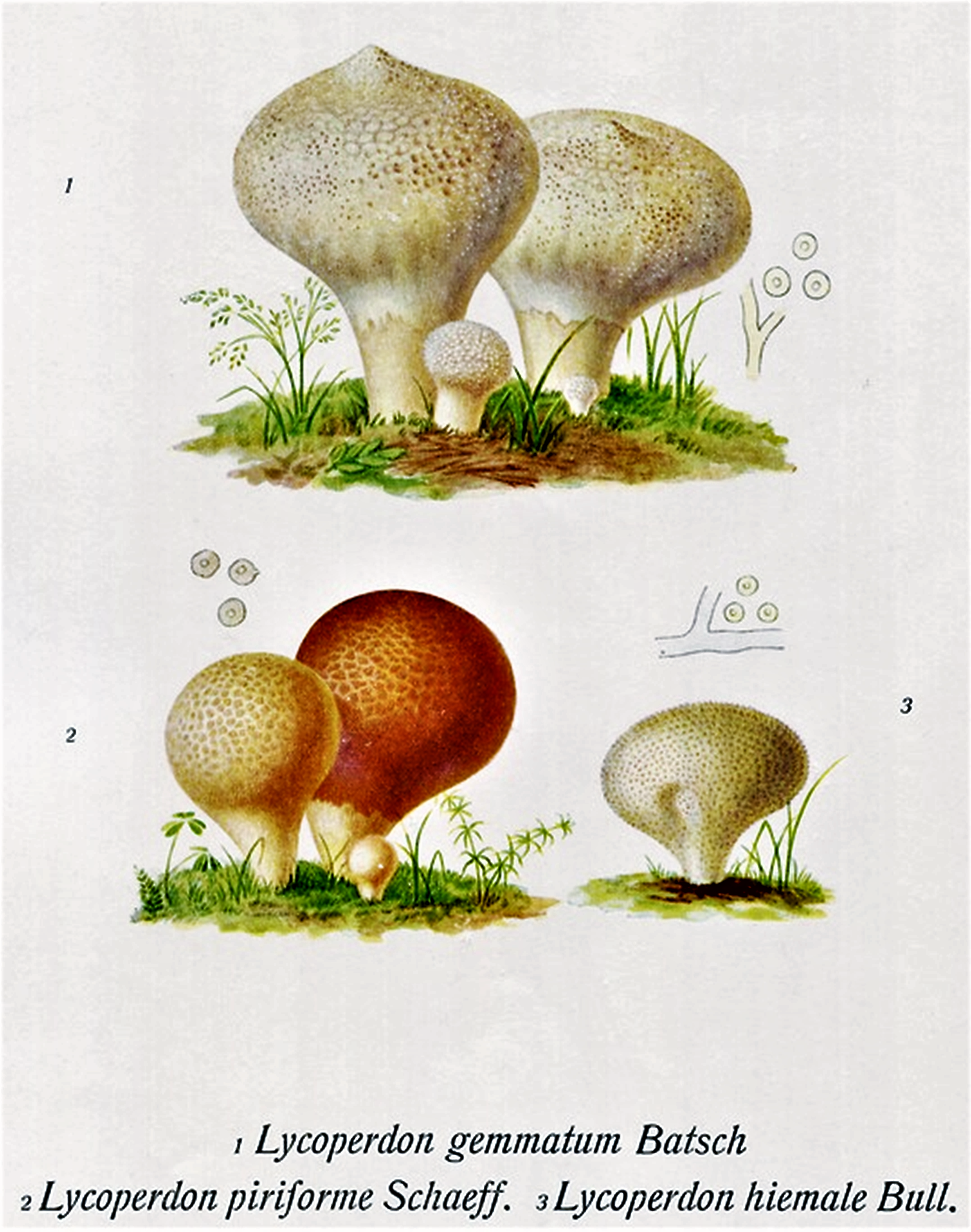
Bres.: 3 genuri Lycoperdon

- Corpul fructifer: diferă între 4 și 15 cm în diametru, cu o înălțime maximă de 15 cm, având un aspect sferic până ovoidal. Prezintă mereu două peridii (înveliș al corpului de fructificație la unele ciuperci)[11] una exterioară (Exoperidium), destul de groasă precum verucoasă până țepoasă la suprafață, și una subțire inferioară (Endoperidium). Aspectul este pe dinăuntru și pe dinafară inițial alb până albicios, peridia devenind cu vârsta de culoare din ce în ce mai închisă, ocru-maronie până brună, interiorul colorându-se peste galben, galben-verzui, verde-măsliniu în brun-măsliniu, brun-negricios sau negricios-purpuriu.

Gleba se transformă la bătrânețe mereu în praf (= sporii maturi) care poate evada, după ce în partea centrală se deschide un orificiu (opercul). Astfel sporii pot fi răspândiți de vânt. 
Acest gen este definit prin partea fertilă în partea de sus, adică corpul globulos, baza fiind mereu sterilă.   
- Piciorul: ori nu prezintă nici un fel de tijă, ori sugerează una falsă care este numai  prelungirea corpului fructifer spre jos cu aparența unui trunchi. Ciuperca este în acest domeniu sterilă.
- Sporii: sunt rotunjori, netezi sau fin verucoși respectiv țepoși și destul de mici, având o mărime de numai 3,5-6 microni. Pulberea lor este brun-măslinie.
- Carnea (gleba): este la exemplarele tinere fermă, compactă și albă. Gleba mai întâi pufoasă și la sfârșit pulverulentă se decolorează destul de timpuriu, începând în centru și devenind din ce în ce mai brun-măslinie. Mirosul este variabil, gustul exemplarelor tinere plăcut.[12]

## Delimitare
Pe lângă genul Lycoperdon există trei genuri foarte asemănătoare pe exterior care însă au calități parțial diferite: Bovista, Calvatia și Scleroderma.
- Bovista: Peridia este tare sfărâmicioasă (asemănător cojii de ou), partea de sus și baza corpului fructifer sunt fertile (de exemplu Bovista plumbea).[12][13]
- Calvatia: Speciile sunt mult mai mari, tot corpul fructifer este fertil (de exemplu Calvatia gigantea).[14][15]
- Scleroderma: Peridia pieloasă este de culoare mai închisă, verucoasă, interiorul deja foarte repede colorat albastru-negricios până negricios, speciile fiind cu toate otrăvitoare (de exemplu Scleroderma citrinum sau Scleroderma verrucosum).[16][17][18]

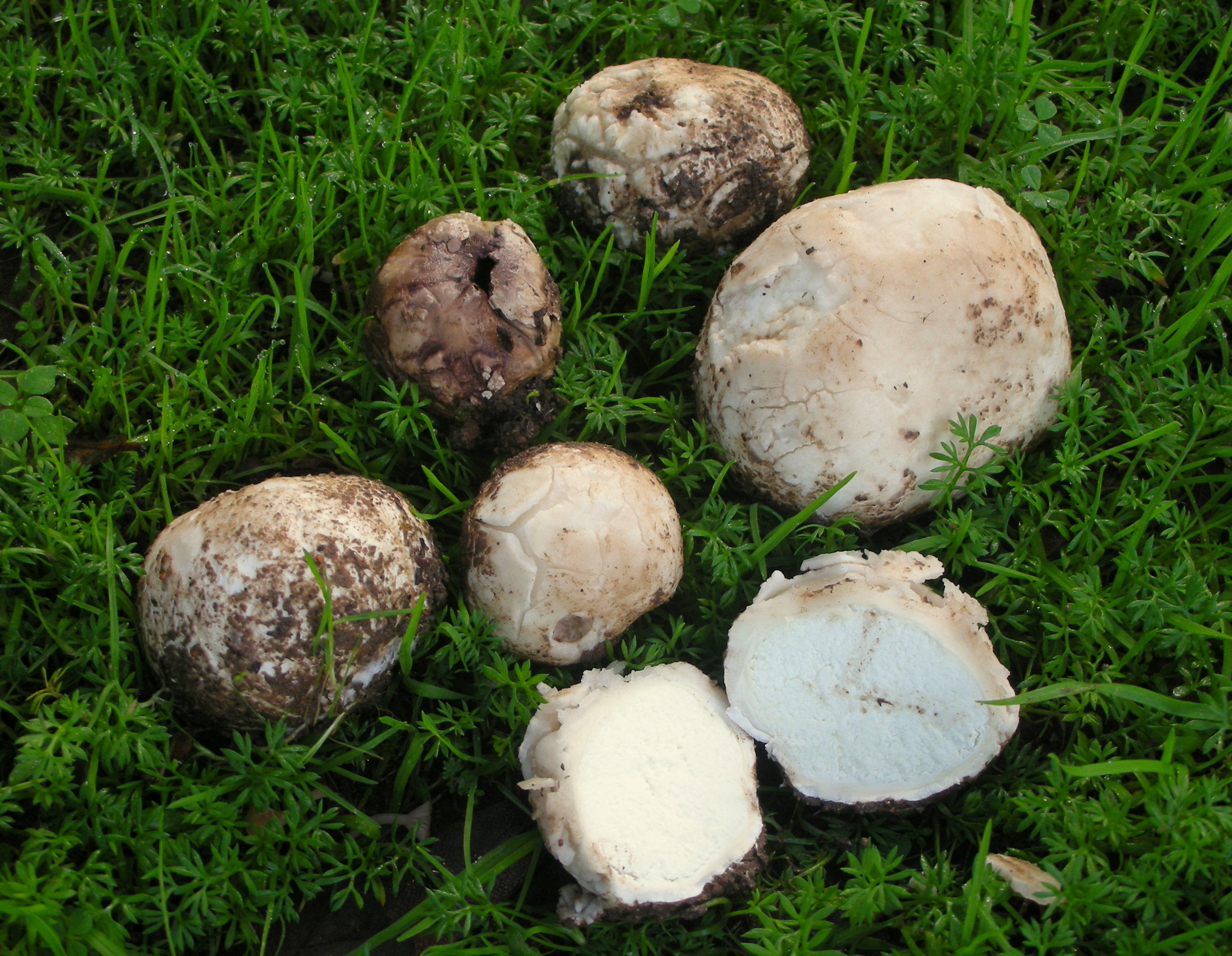
Bovista plumbea
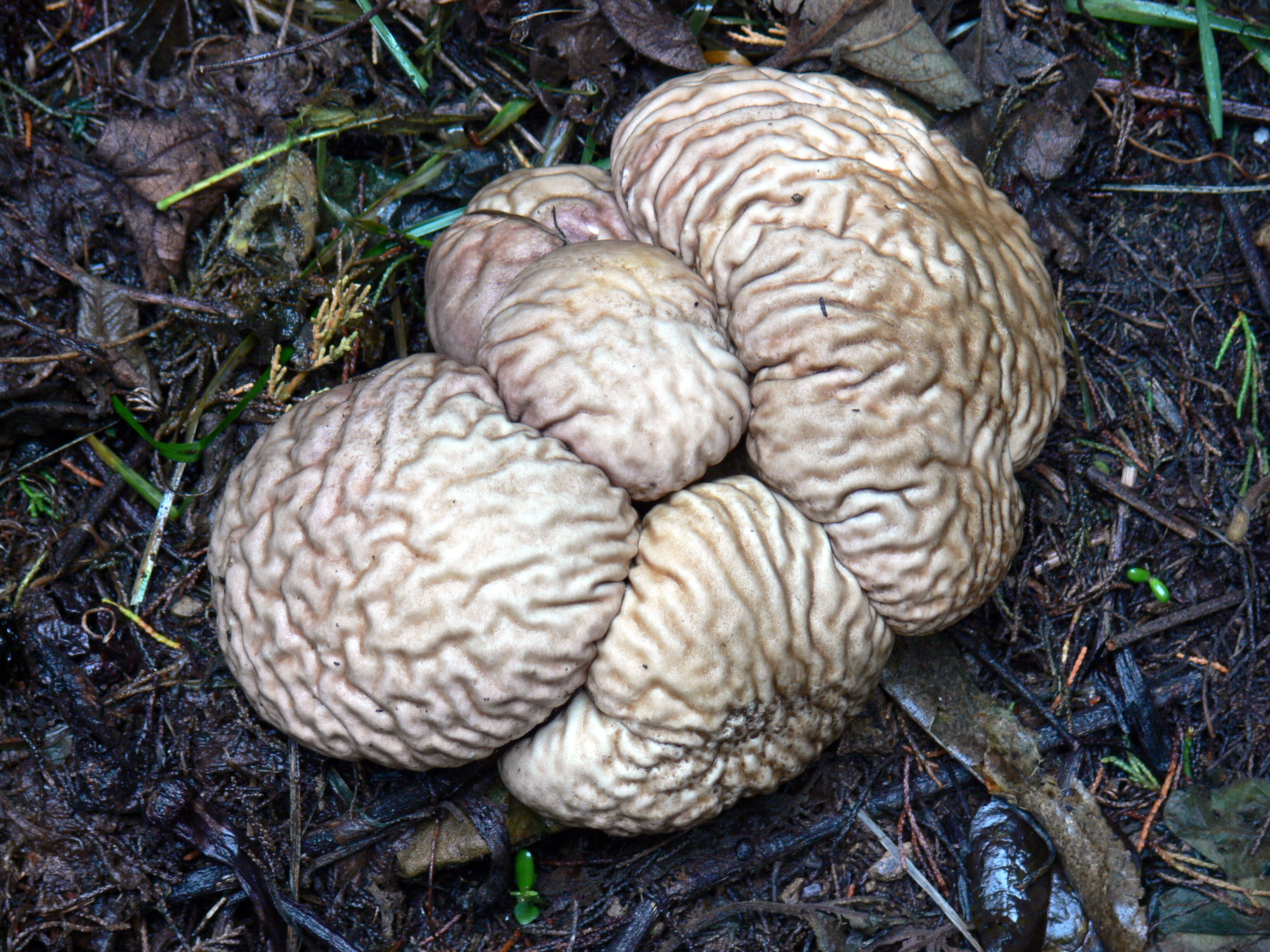
Calvatia craniiformis
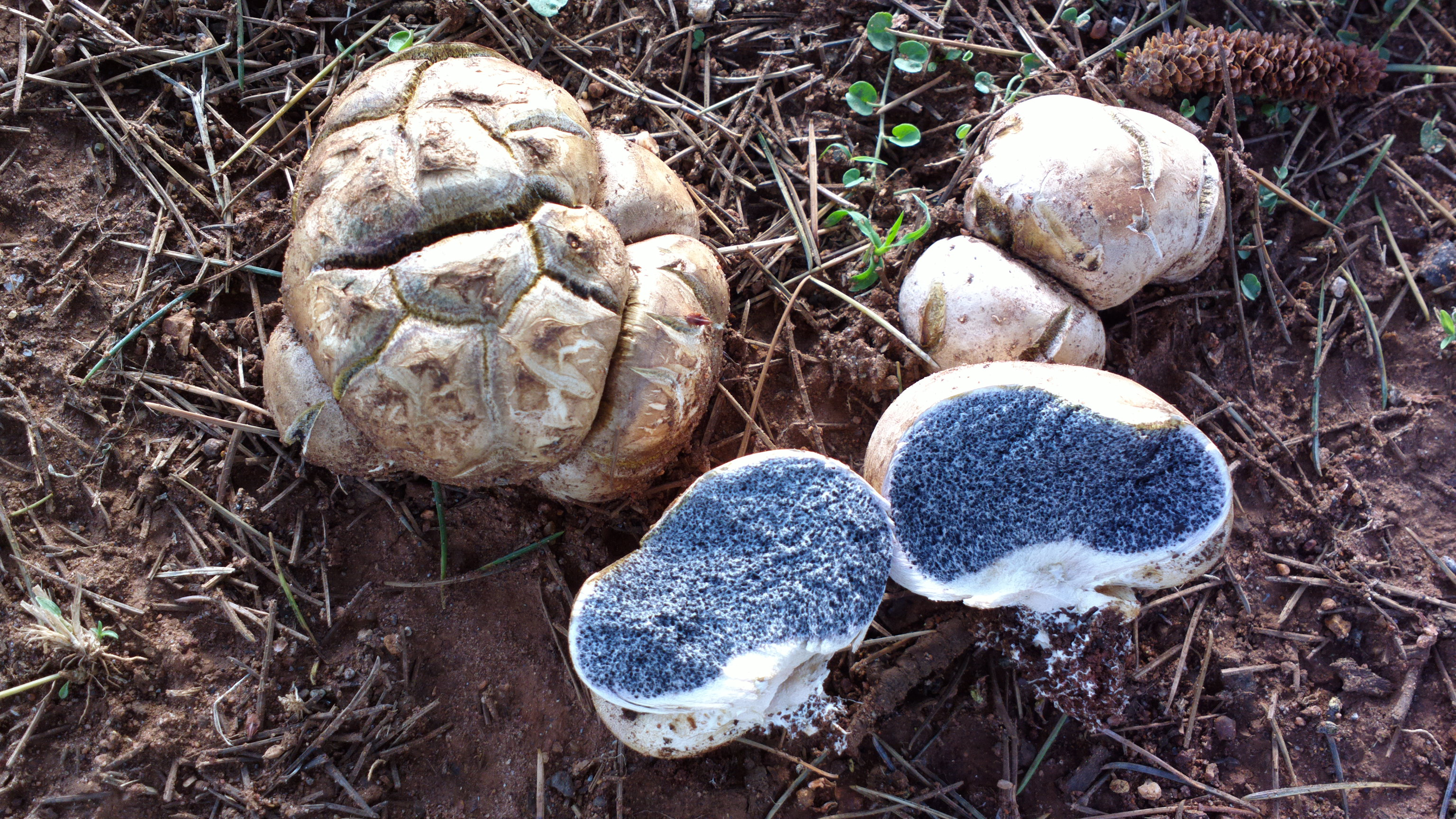
Scleroderma citrinum

## Specii europene
Global există aproximativ 50 de specii, dintre ele apar (sau sunt exceptate) în Europa 35 (cu variații), cum sunt:
| - Lycoperdon altimontanum (Pers.) Kreisel (1976) - Lycoperdon atropurpureum (Pers.) Vittadini (1842) - Lycoperdon caudatum (Pers.) J.Schröter (1889) - Lycoperdon cretaceum (Pers.) Berkeley (1880) - Lycoperdon curtisii Berk. (1859) - Lycoperdon decipiens (Pers.) Durieu & Mont. (1848) - Lycoperdon dermoxanthum (Pers.) Vittadini 1842 - Lycoperdon echinatum (Pers., 1796) Pers. (1801) - Lycoperdon ericaeum var. ericaeum (Pers.) Bonorden (1857) - Lycoperdon ericaeum var. subareolatum (Pers.) Demoulin (1979) - Lycoperdon estonicum (Pers.) Demoulin (1972) - Lycoperdon excipuliforme (Scop.) Pers. (1801) - Lycoperdon floccosum (Pers.) Lloyd (1905) - Lycoperdon floridanum (Pers.) A.H. Smith (1974) - Lycoperdon frigidum (Pers.) Demoulin (1972) - Lycoperdon lambinonii (Pers.) Demoulin (1972) - Lycoperdon lividum Pers. (1809) - Lycoperdon mammiforme Pers. (1809) | - Lycoperdon marginatum (Pers.) Vittadini (1842) - Lycoperdon molle (Pers., 1800) Pers. (1801) - Lycoperdon nigrescens Pers. (1794) - Lycoperdon niveum (Pers.) Kreisel (1969) - Lycoperdon norvegicum (Pers.) Demoulin (1971) - Lycoperdon perlatum (Pers., 1796) - Lycoperdon pratense (Pers., 1794) - Lycoperdon pulcherrimum Berk. & M.A.Curtis (1873) - Lycoperdon pyriforme Schaeff. (1774) - Lycoperdon radicatum (Pers.) Durieu & Mont. (1848) - Lycoperdon rimulatum (Pers.) Peck (1889) - Lycoperdon subincarnatum (Pers.) Peck (1872) - Lycoperdon turneri (Pers.) Ellis & Everhart (1885) - Lycoperdon umbrinoides (Pers.) H.Dissing & M.Lange (1962) - Lycoperdon umbrinum (Pers., 1797) Pers. (1801) - Lycoperdon utriforme Bull. 1791 - Lycoperdon utriforme var. hungaricum (Pers.) Hollós (1904) |

## Specii europene în imagini (selecție)

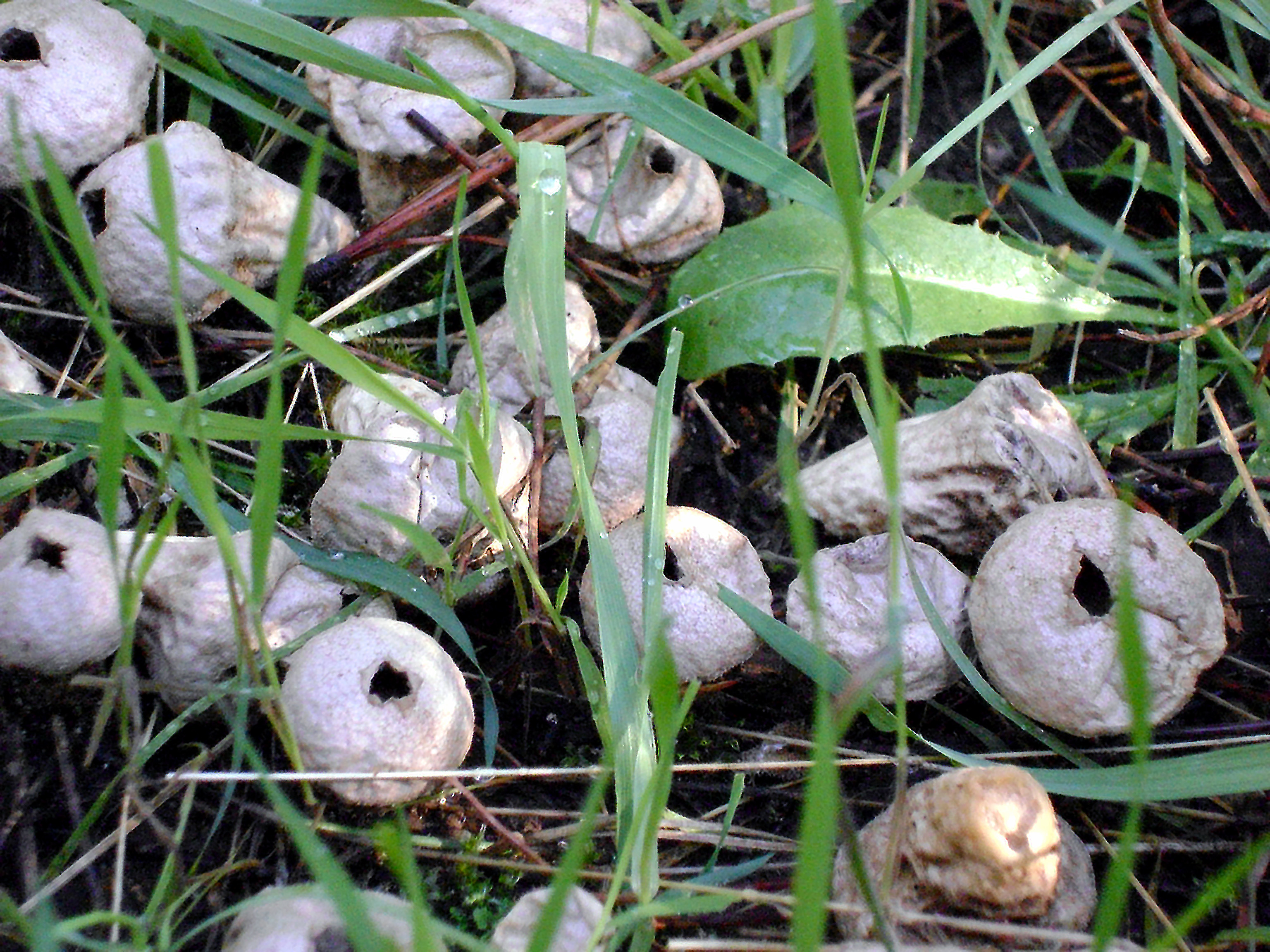
L. atropurpureum
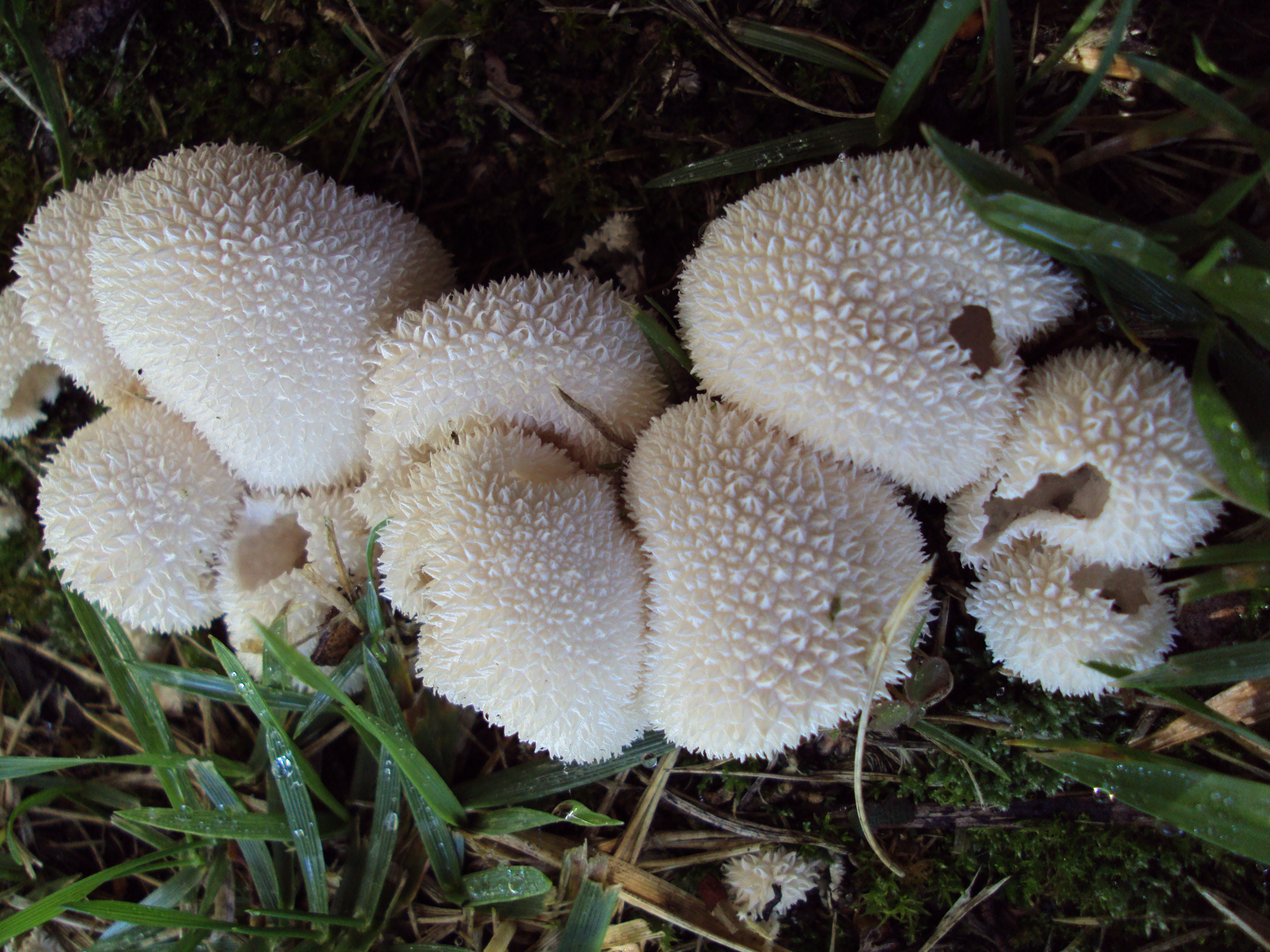
L. curtisii
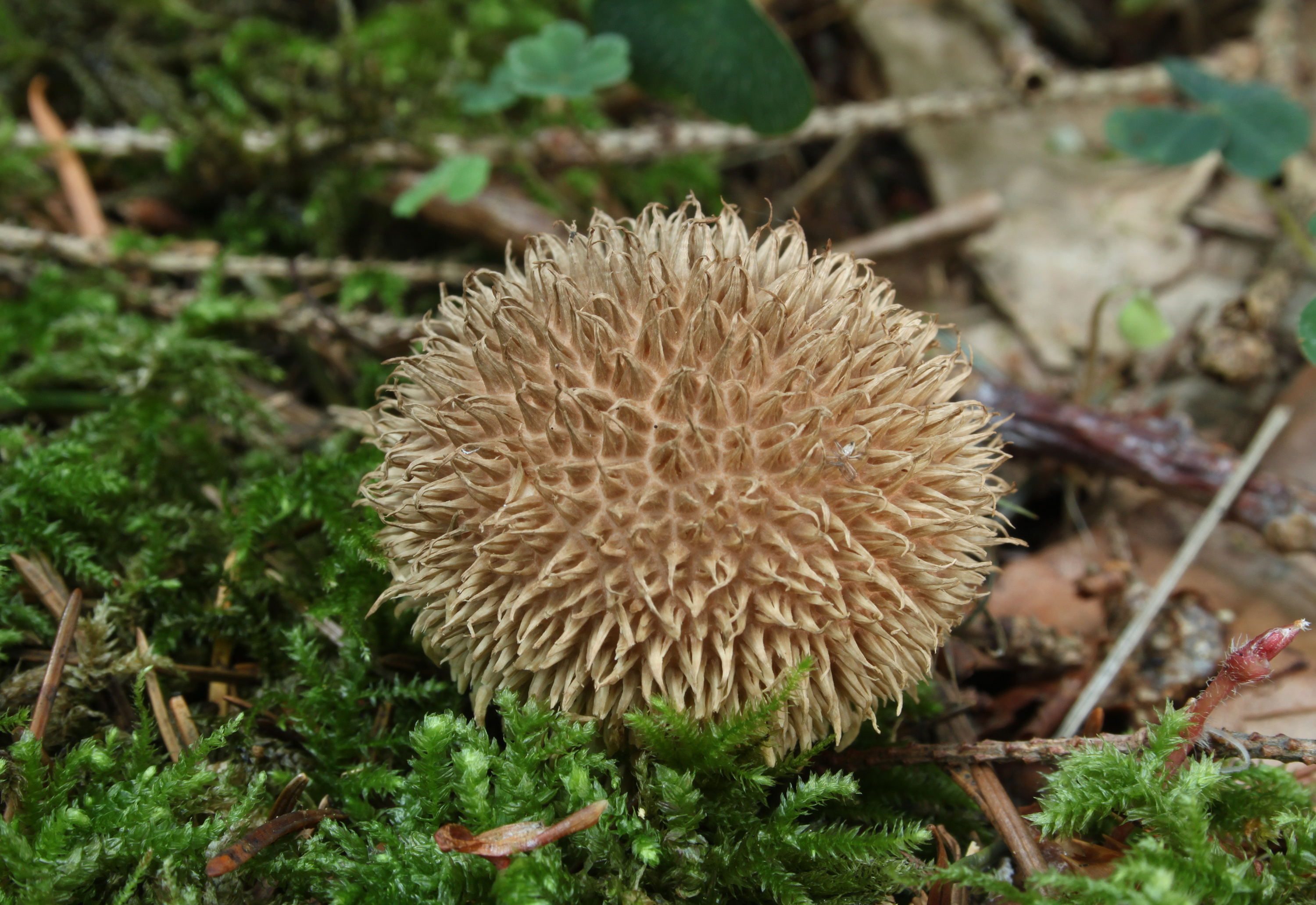
L. echinatum
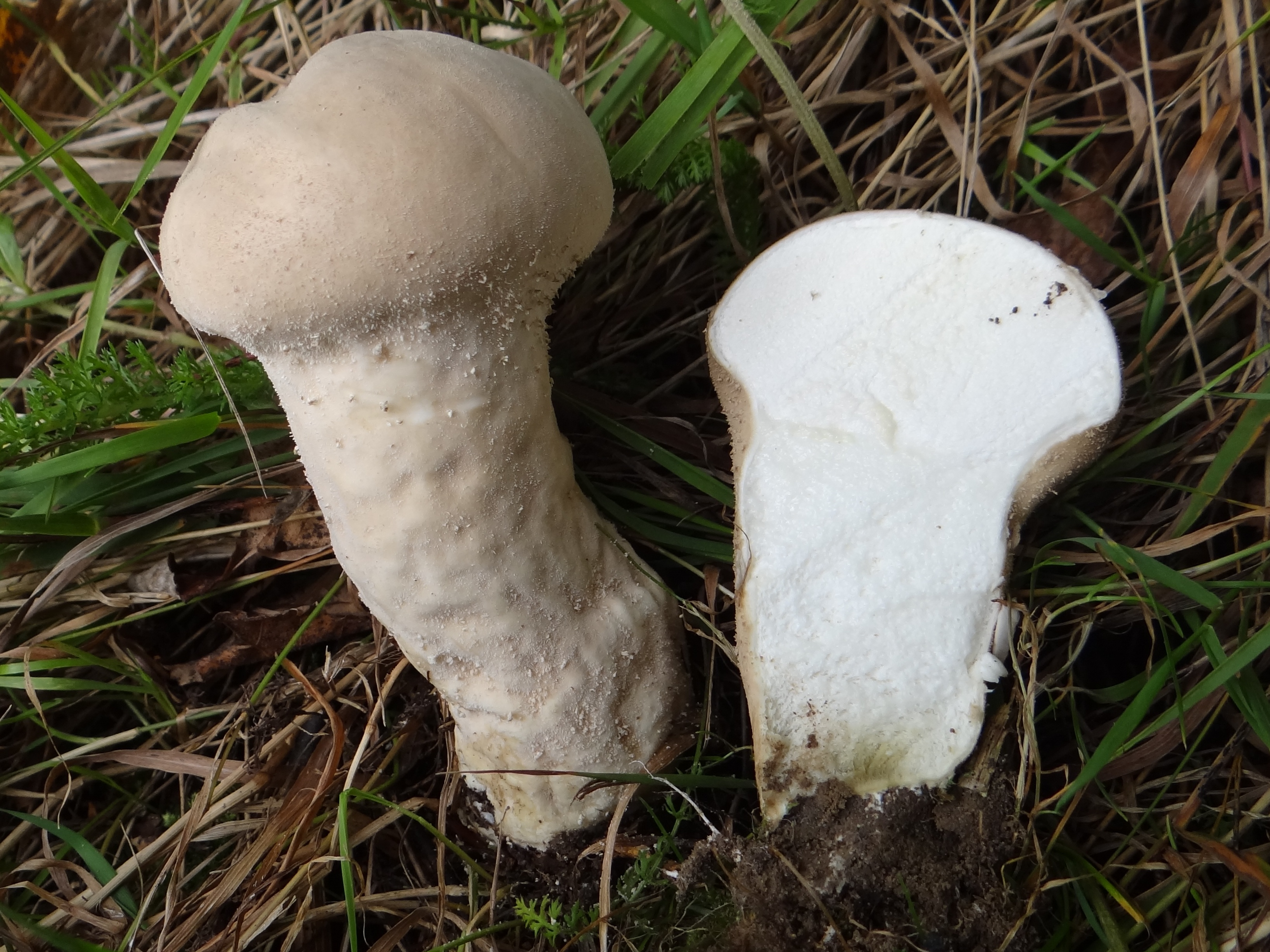
L. excipuliforme
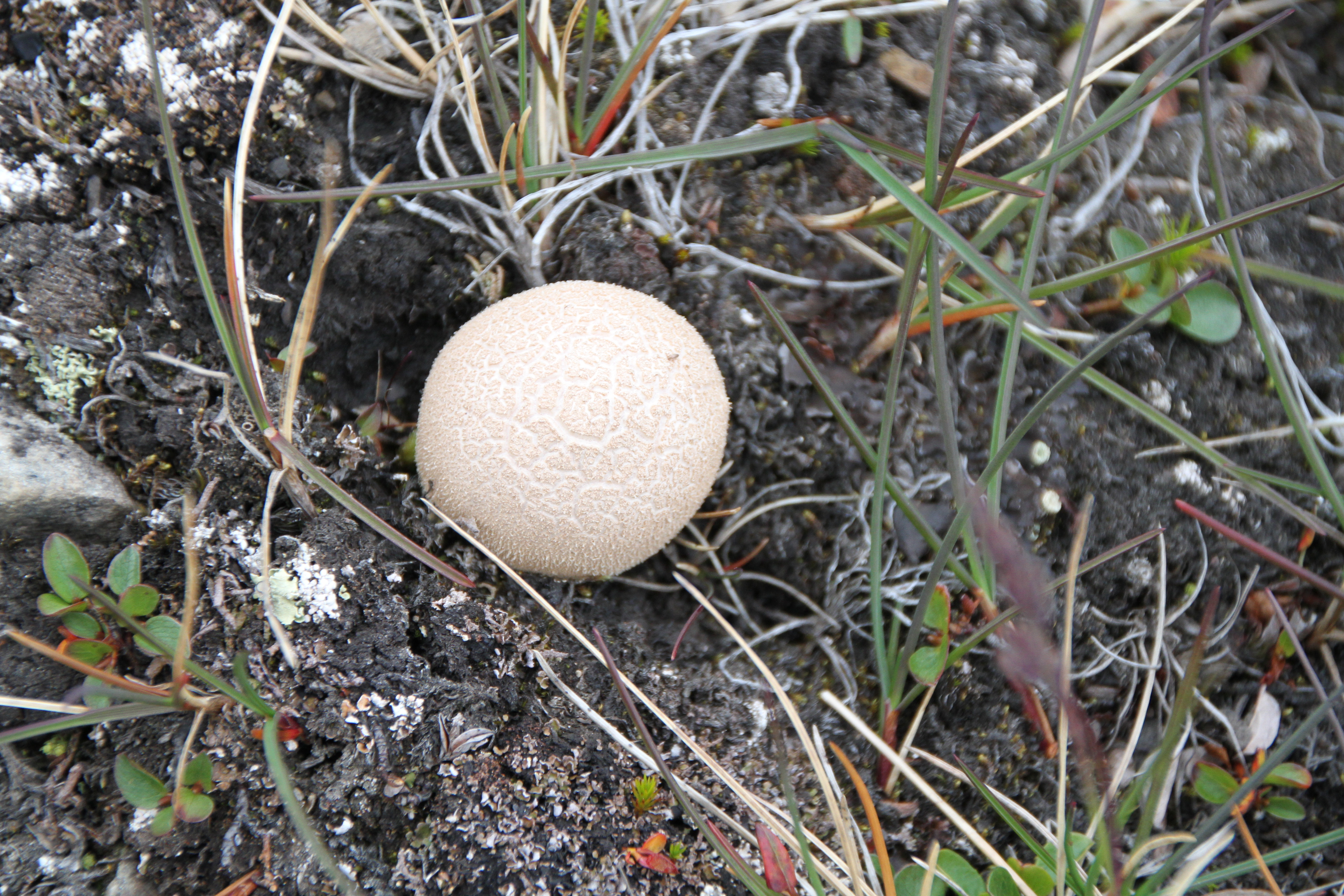
L. frigidum
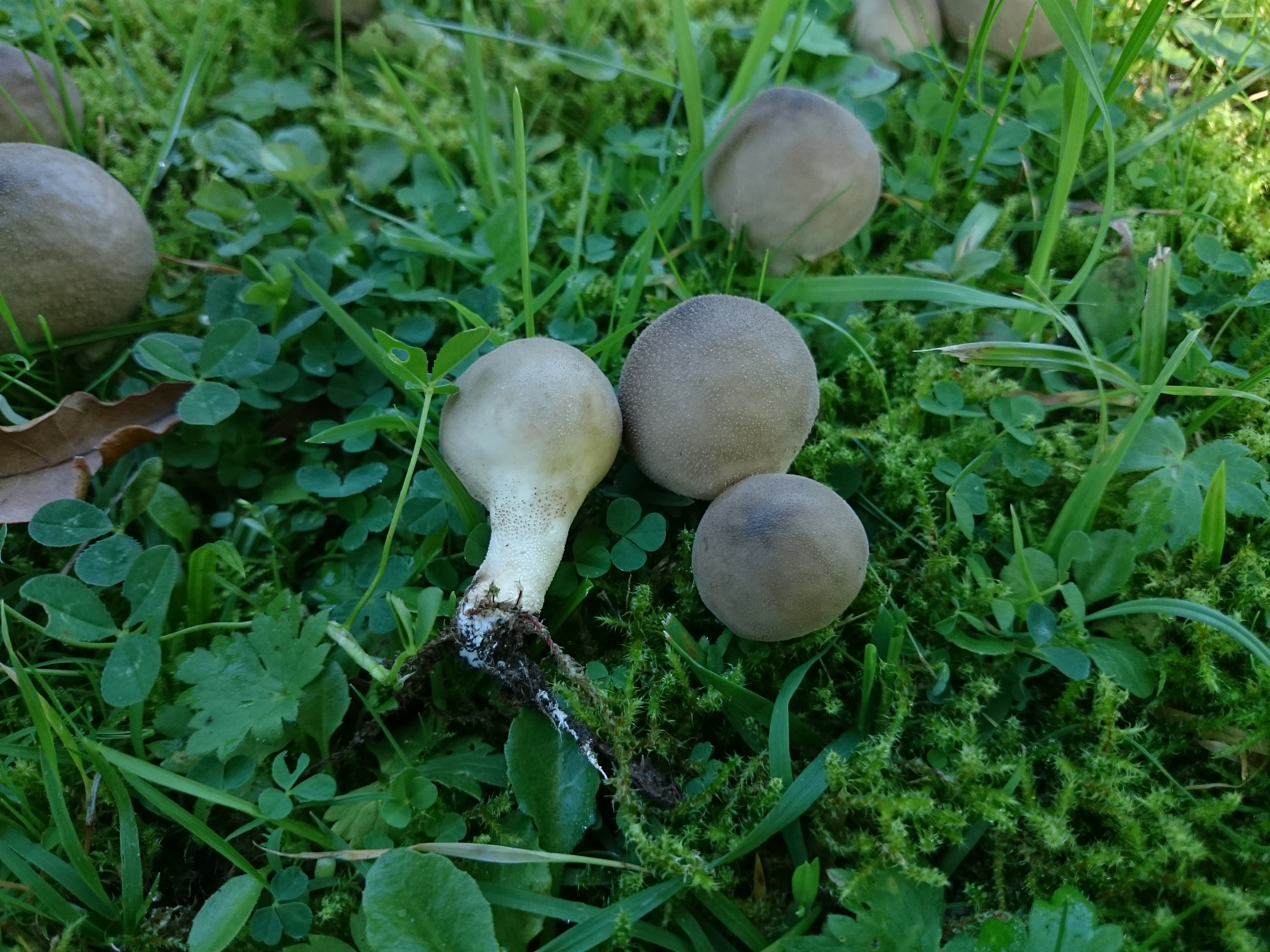
L. lividum
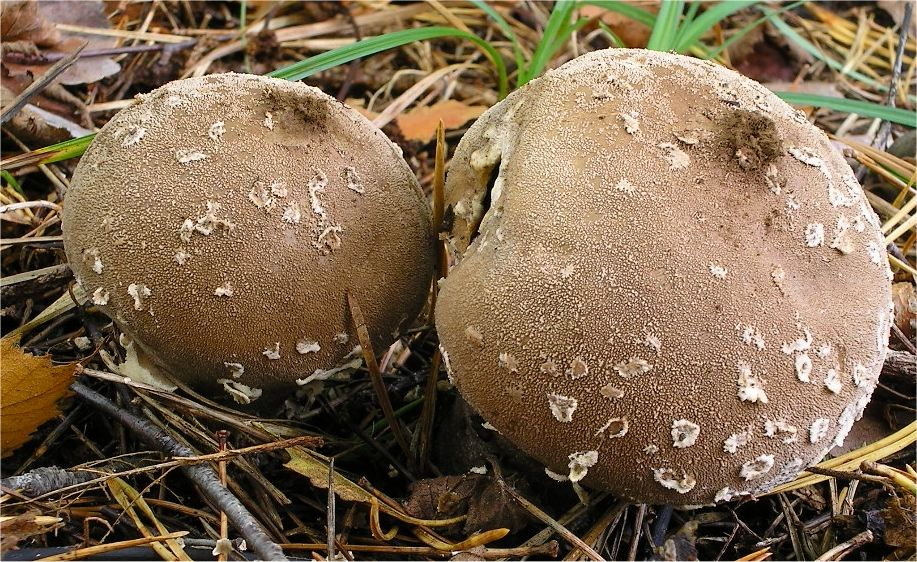
L. mammiforme
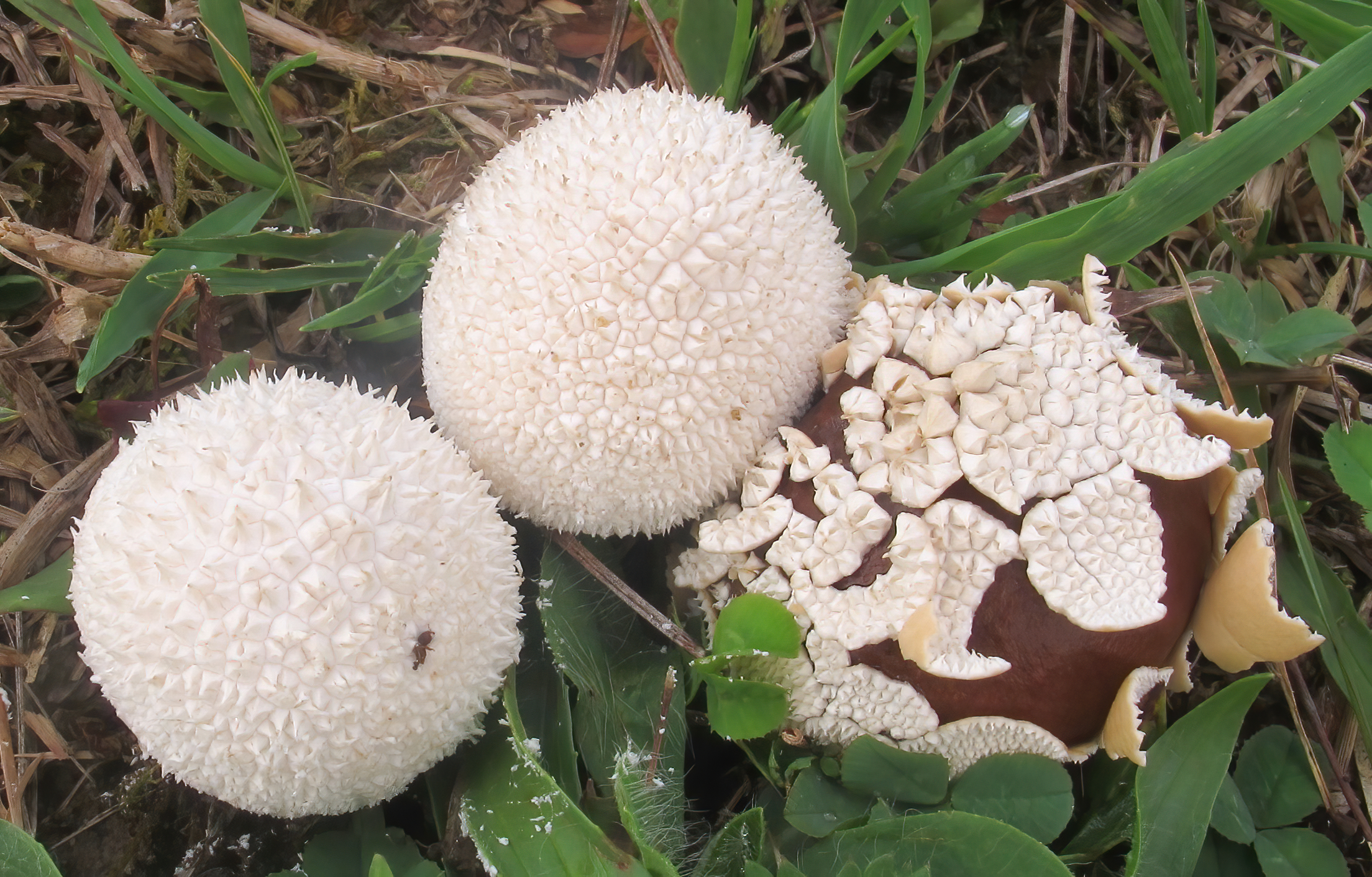
L.marginatum
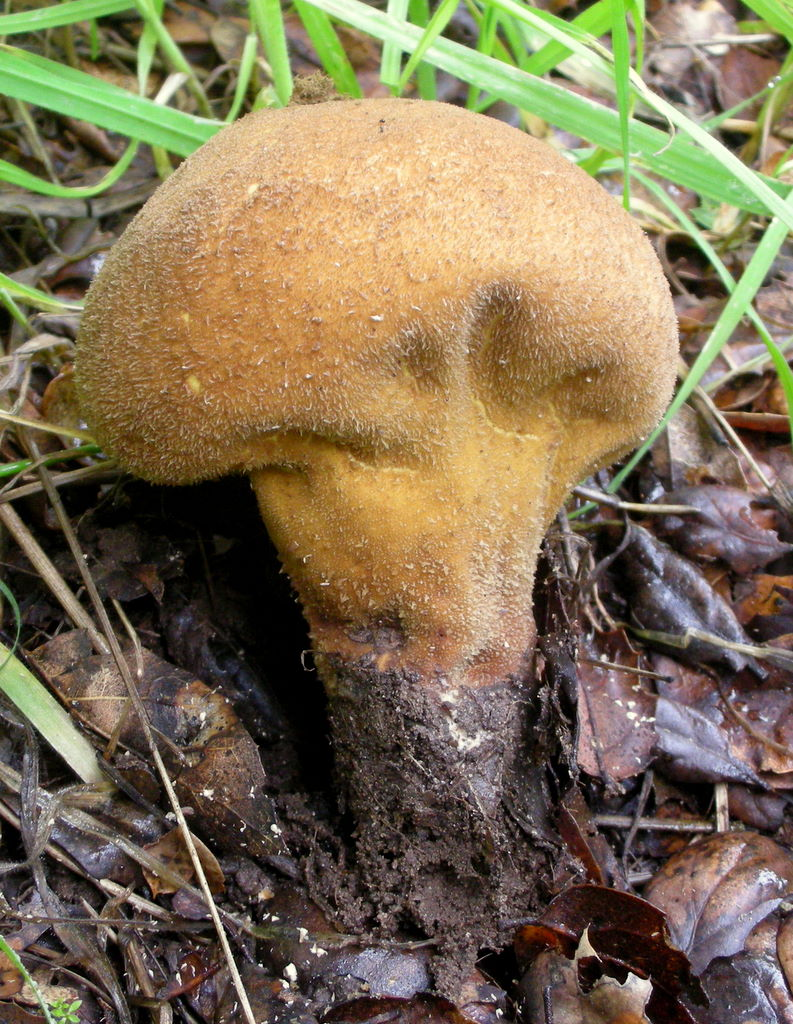
L. molle

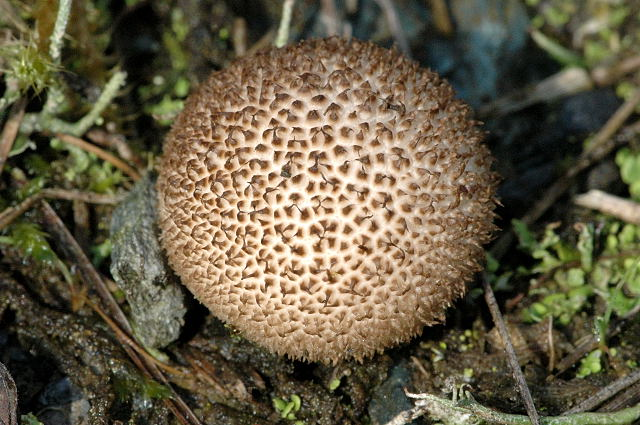
L. nigrescens
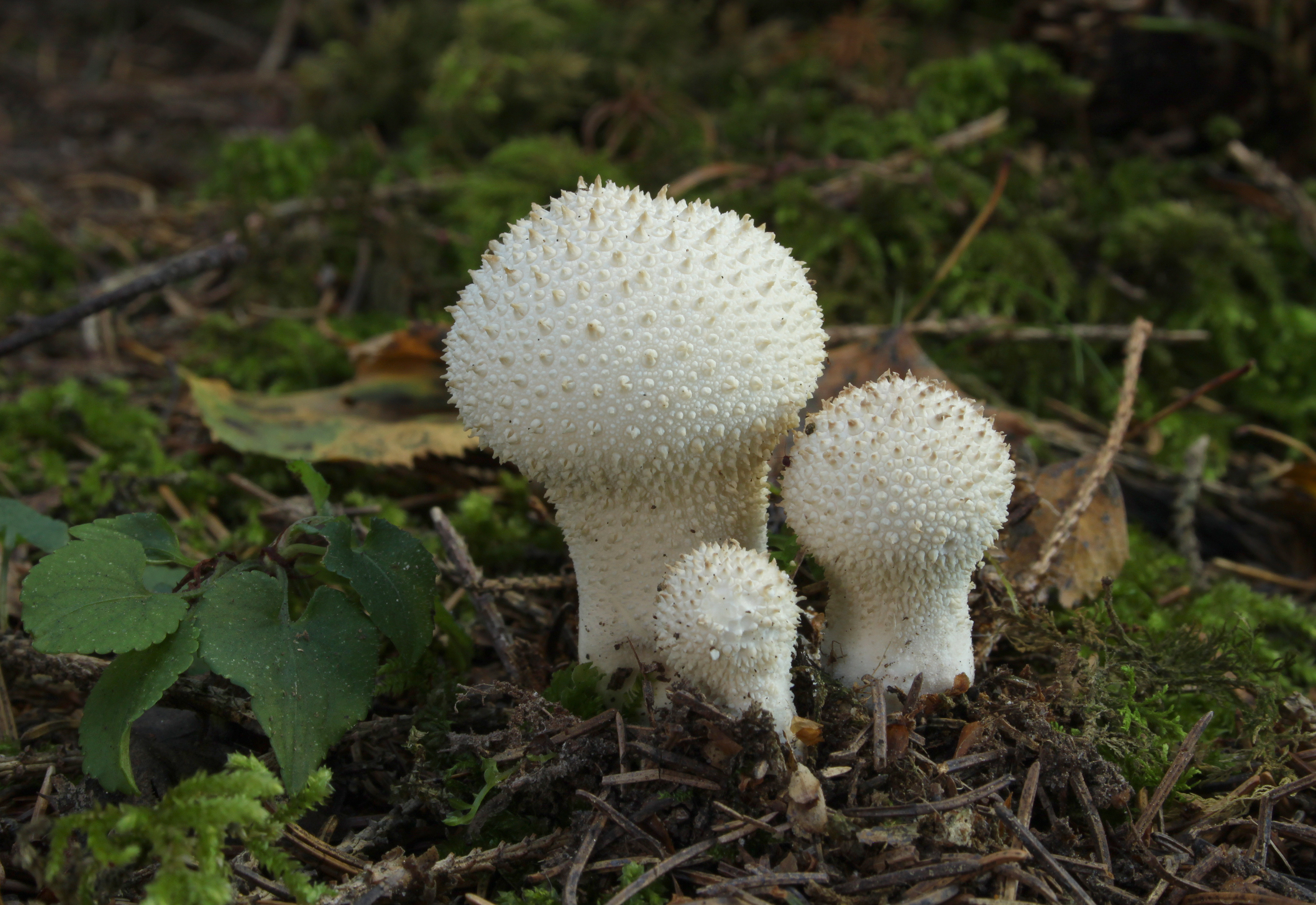
L. perlatum
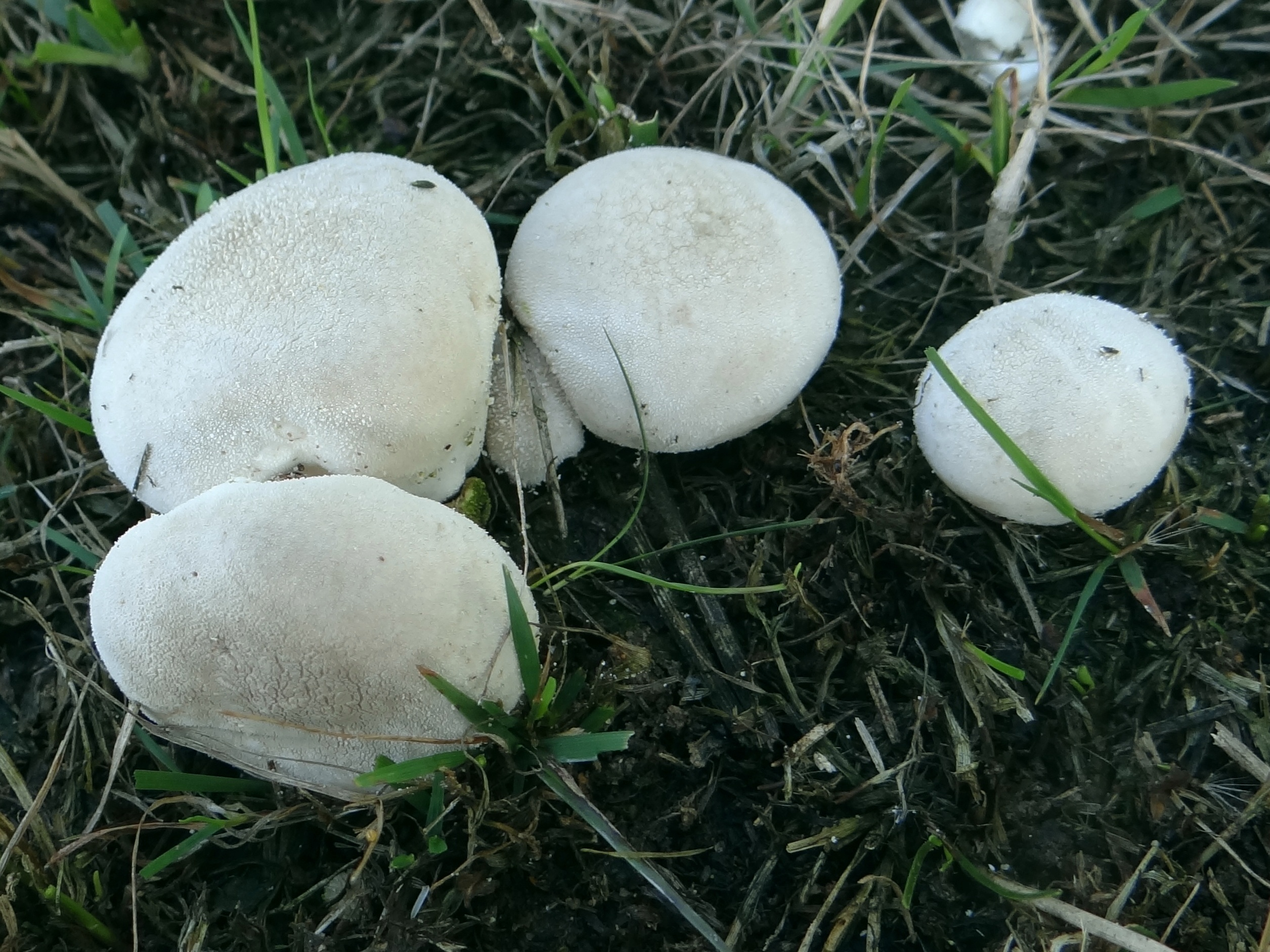
L. pratense
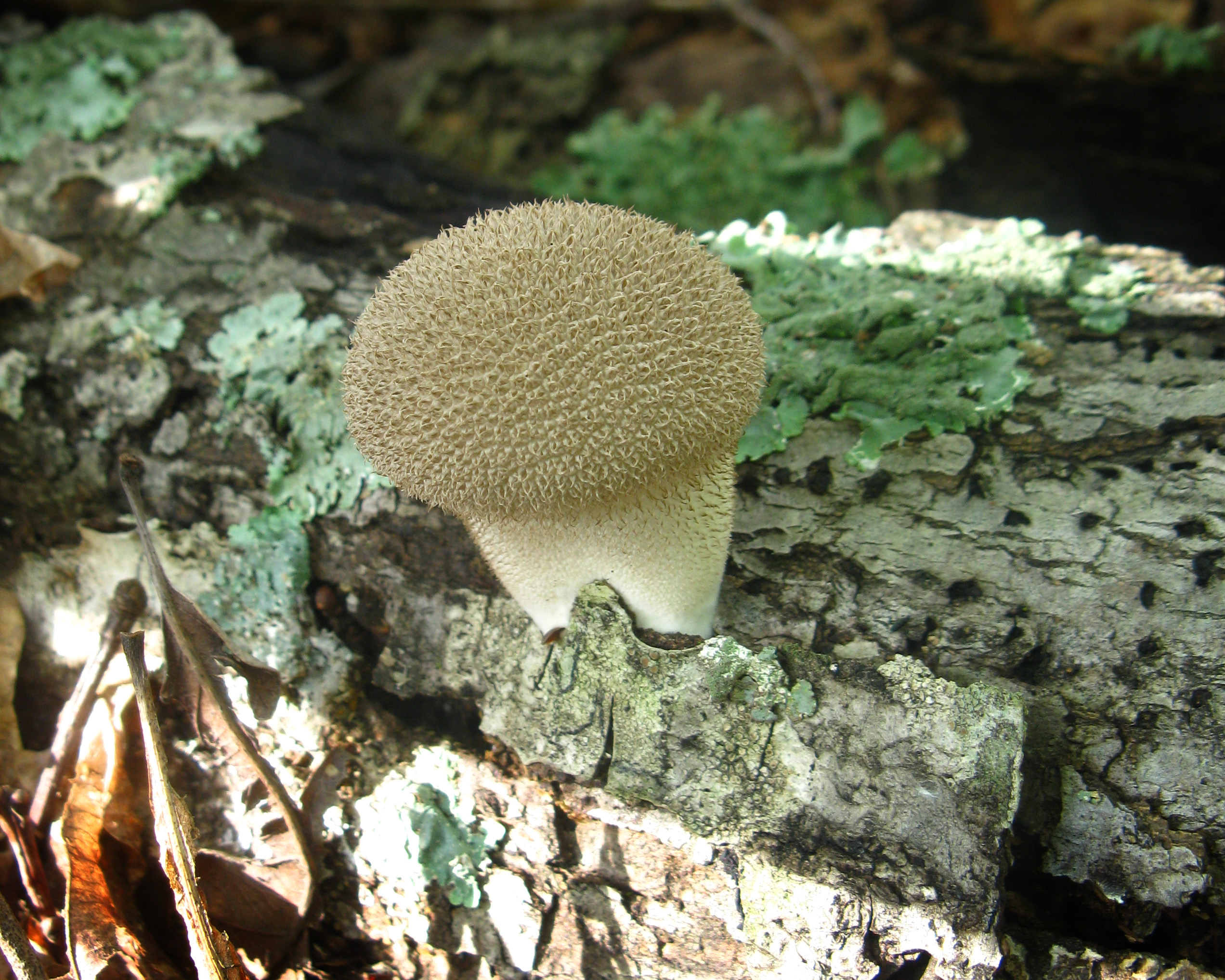
L. pulcherrimum
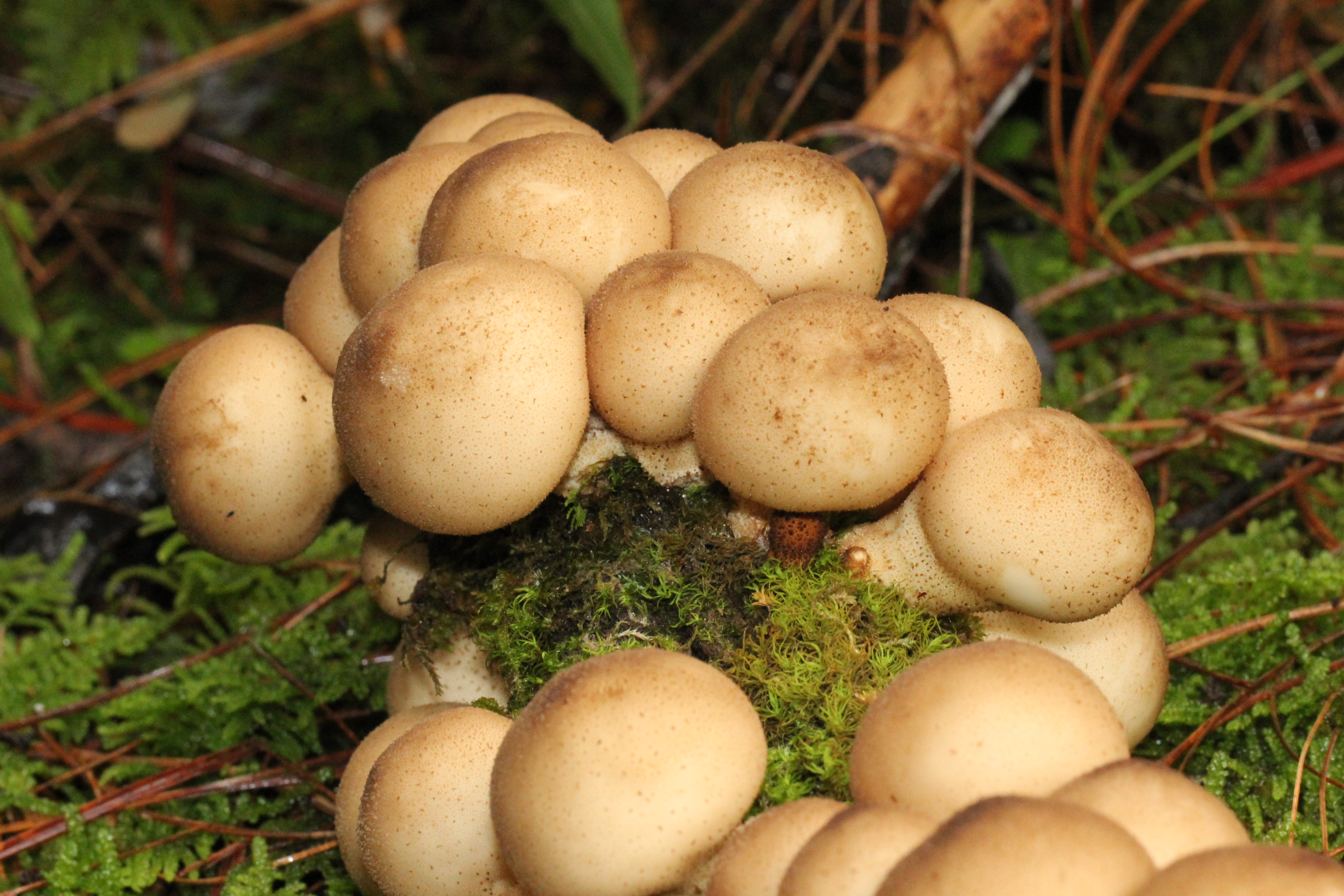
L. pyriforme
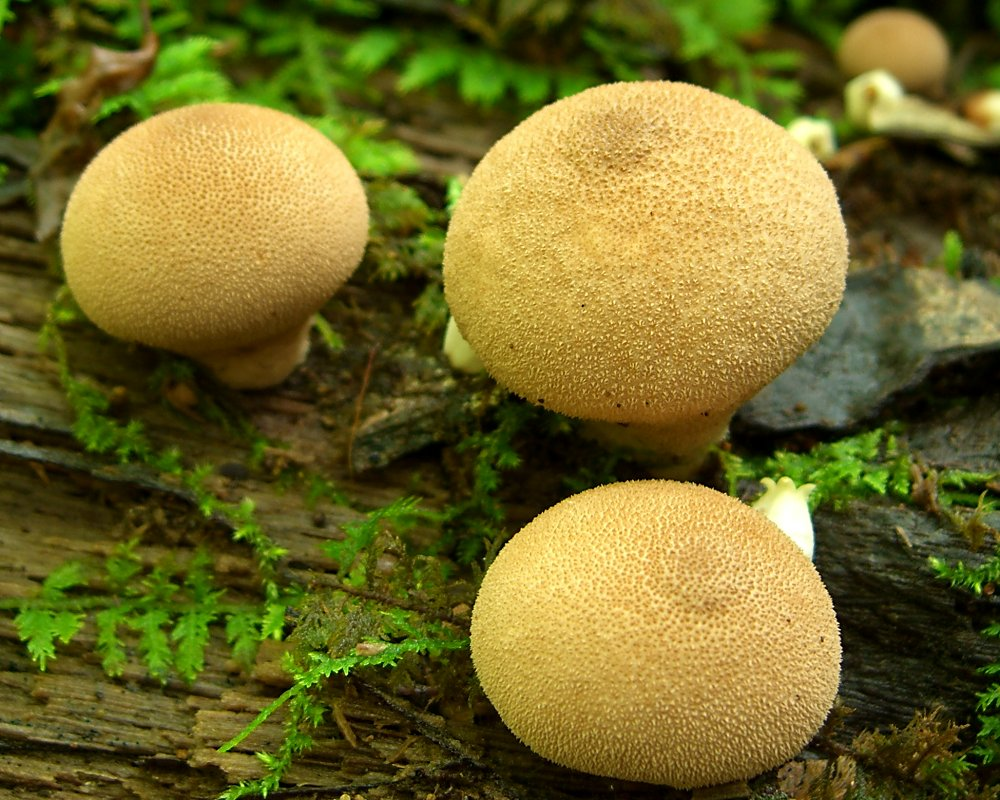
L. subincarnatum
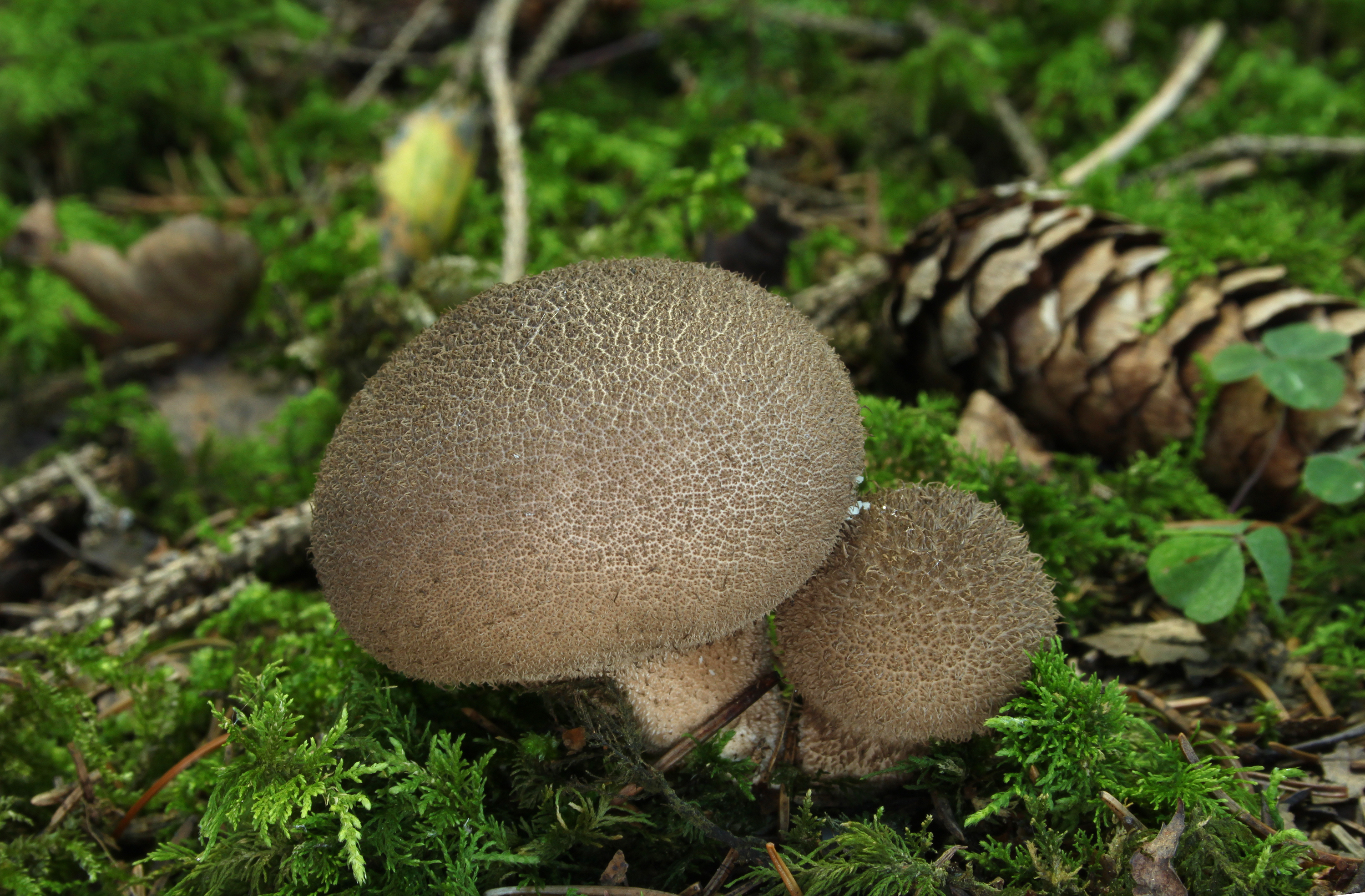
L. umbrinum
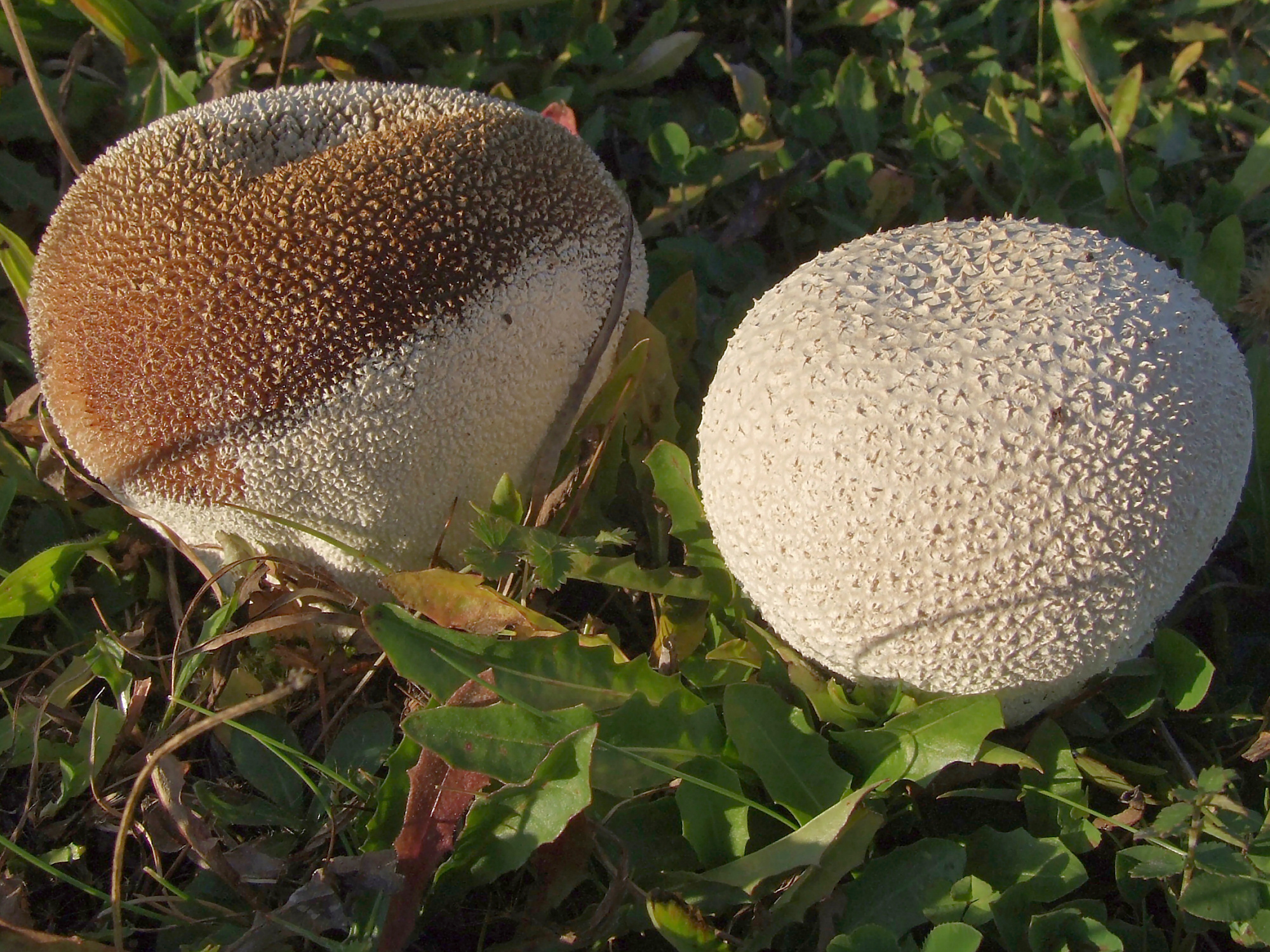
L. utriforme

## Bibiliografie
- Rose Marie Dähncke: „1200 Pilze in Farbfotos”, Editura AT Verlag, Aarau 2004, ISBN 3-8289-1619-8
- Ewald Gerhard: „Der große BLV Pilzführer“ (cu 1200 de specii descrise și 1000 fotografii), Editura BLV Buchverlag GmbH & Co. KG, ediția a 9-a, München 2018, ISBN 978-3-8354-1839-4
- Hans E. Laux: „Der große Pilzführer, Editura Kosmos, Halberstadt 2001, ISBN 978-3-440-14530-2
- Gustav Lindau, Eberhard Ulbrich: „Die höheren Pilze, Basidiomycetes, mit Ausschluss der Brand- und Rostpilze”, Editura  J. Springer, Berlin 1928
- Till E. Lohmeyer & Ute Künkele: „Pilze – bestimmen und sammeln”, Editura Parragon Books Ltd., Bath 2014, ISBN 978-1-4454-8404-4
- Meinhard Michael Moser: „Röhrlinge und Blätterpilze - Kleine Kryptogamenflora Mitteleuropas”, ediția a 5-ea, vol. 2, Editura Gustav Fischer, Stuttgart 1983